# Adeline Paulina Irby
Adeline Paulina Irby, född 1831, död 1911, var en brittisk resenär, skolgrundare och hjälparbetare.
Hon öppnade 1869 en skola för flickor i Sarajevo, som var den andra för flickor i Bosnien.